# Terralba
Terralba (Terraba in sardo) è un comune italiano di 9 569 abitanti della provincia di Oristano in Sardegna, nella sub-regione del Campidano di Oristano.

## Geografia fisica

### Territorio

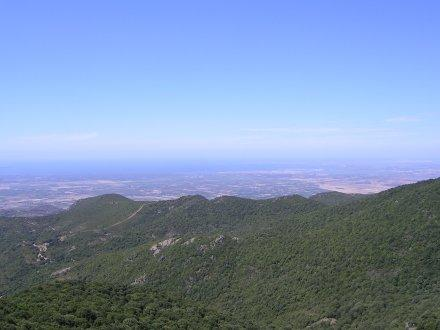
Il golfo di Oristano visto dal Monte Arci.

Il territorio di Terralba si trova nel Campidano settentrionale, una vasta pianura di origine acquitrinosa confinante ad est con il Monte Arci e la Marmilla. La sua popolazione conta oltre 10 000 abitanti tra il centro abitato principale e le sue due frazioni, Tanca Marchese, a 4,5 km e Marceddì, a 13 km. Parte dei suoi 34,87 km² di superficie rientrano nelle aree della Piana di Terralba bonificate a partire dal 1918. E situato a nord del Rio Mogoro, uno dei pochi torrenti della zona.
La collocazione dell'abitato trovandosi sul percorso della Strada statale 126 Sud Occidentale Sarda, che da Marrubiu arriva fino a Sant'Antioco, ne fanno un importante crocevia verso i centri delle province del Medio Campidano e di Carbonia-Iglesias.
La casa comunale si trova a 9 metri sul livello del mare. I livelli di altitudine più alto e più basso sono rispettivamente di 30 m s.l.m. e 0 m s.l.m per un'escursione altimetrica complessiva di 30 metri. Secondo la classificazione sismica il centro abitato si trova in zona a rischio sismico molto basso e a rischio alluvione molto elevato.
Terralba dista 23 km dal capoluogo di provincia Oristano, e 75 km dal capoluogo di regione Cagliari.

#### Geologia e idrografia

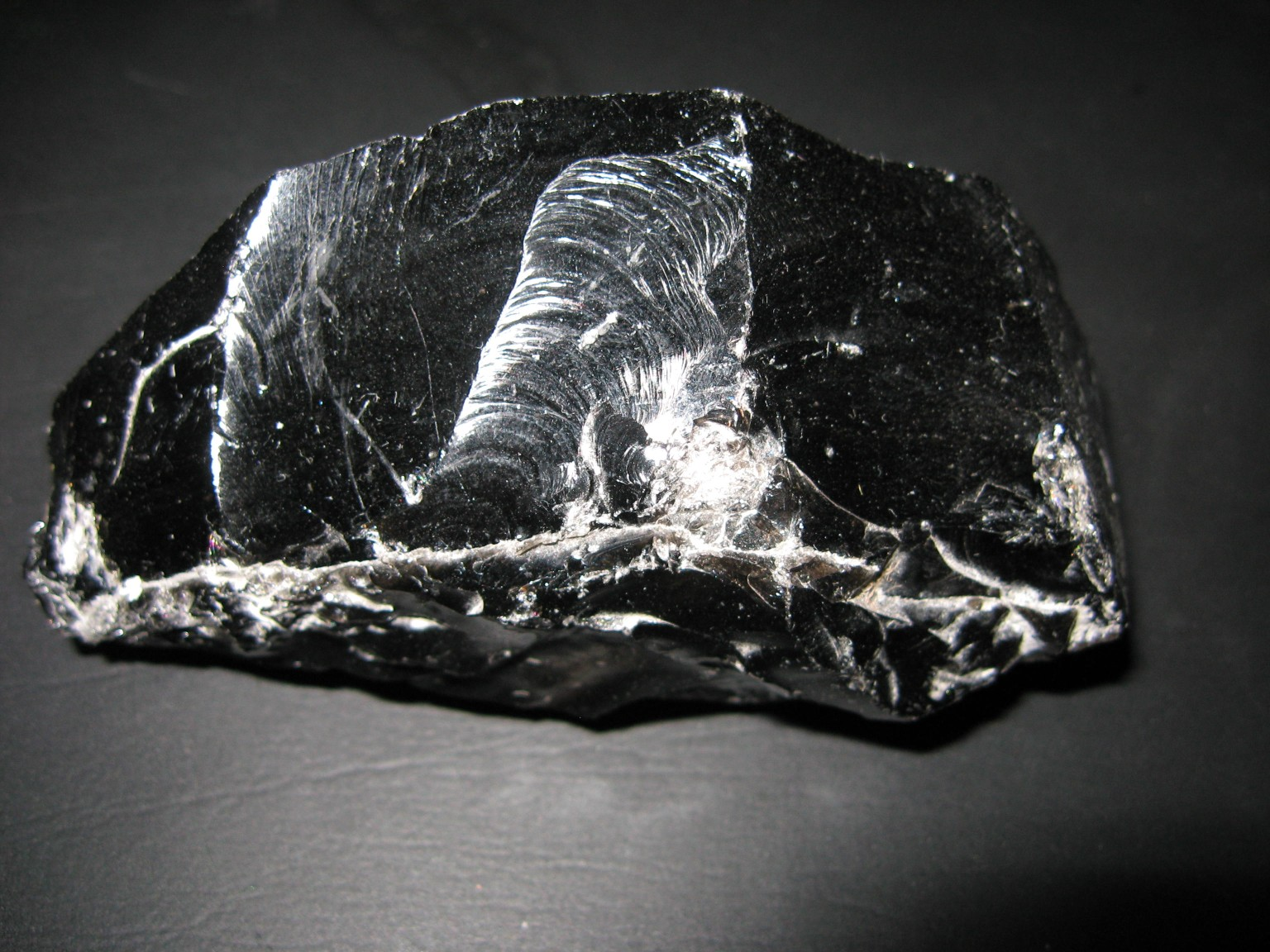
Ossidiana del Monte Arci

Il monte Arci, presso la vicina Marrubiu era un vulcano molto attivo, delle ere oligocene, miocene e pliocene. Di questa intensa attività rimangono oggi le rocce laviche e tracce di antichi insediamenti termali di cui oggi ne sopravvive solo uno, nell'alto Oristanese. Molto comune nella zona ancora oggi è la presenza di Ossidiana, una roccia di origine lavica dal colore nero brillante.
Gli strati più recenti del territorio di Terralba sono depositi di origine alluvionale dei corsi d'acqua provenienti dalle pendici del Monte Arci, dal Medio Campidano e dalla Marmilla. Di questi il Rio Mogoro che ancora oggi crea il bacino idrografico del territorio di Terralba, ne attraversa i territori, mentre gli altri due, il Rio Sitzerri e il Flumini Mannu di Pabillonis sfociano nella laguna di Marceddì su territorio amministrato dai comuni confinanti.

#### Bonifica
Un evento che cambiò drasticamente il paesaggio della piana di Terralba, che diede una svolta definitiva alla vita dei suoi abitanti e al futuro assetto amministrativo della zona fu la grande bonifica.
Idea nata a fine XIX secolo, si articolò in due periodi: il primo tra il 1895 e il 1918 coincise con la progettazione dell'opera mentre il secondo, tra il 1919 ed il 1928 coincise con la sua realizzazione ad opera della Società Bonifiche Sarde.
I progetti di prosciugamento delle paludi di "Sa Ussa" del 1916 furono il preludio alla bonifica di molte altre piccole paludi della piana di Terralba e al suo risanamento idrico grazie alla costruzione di canali di drenaggio e colmamenti di terra.
Da non dimenticare l'uso massiccio dell'idrovora, di cui furono costruiti diversi esemplari.
Già pochi mesi dopo l'inizio dei lavori, nella primavera del 1919 furono installate le prime elettropompe alimentate dalla prima linea elettrica ad alta tensione della zona appositamente costruita per alimentare anche le macchine elettriche utilizzate per i lavori di bonifica, nonché alimentare anche i primi impianti elettrici delle abitazioni della zona.

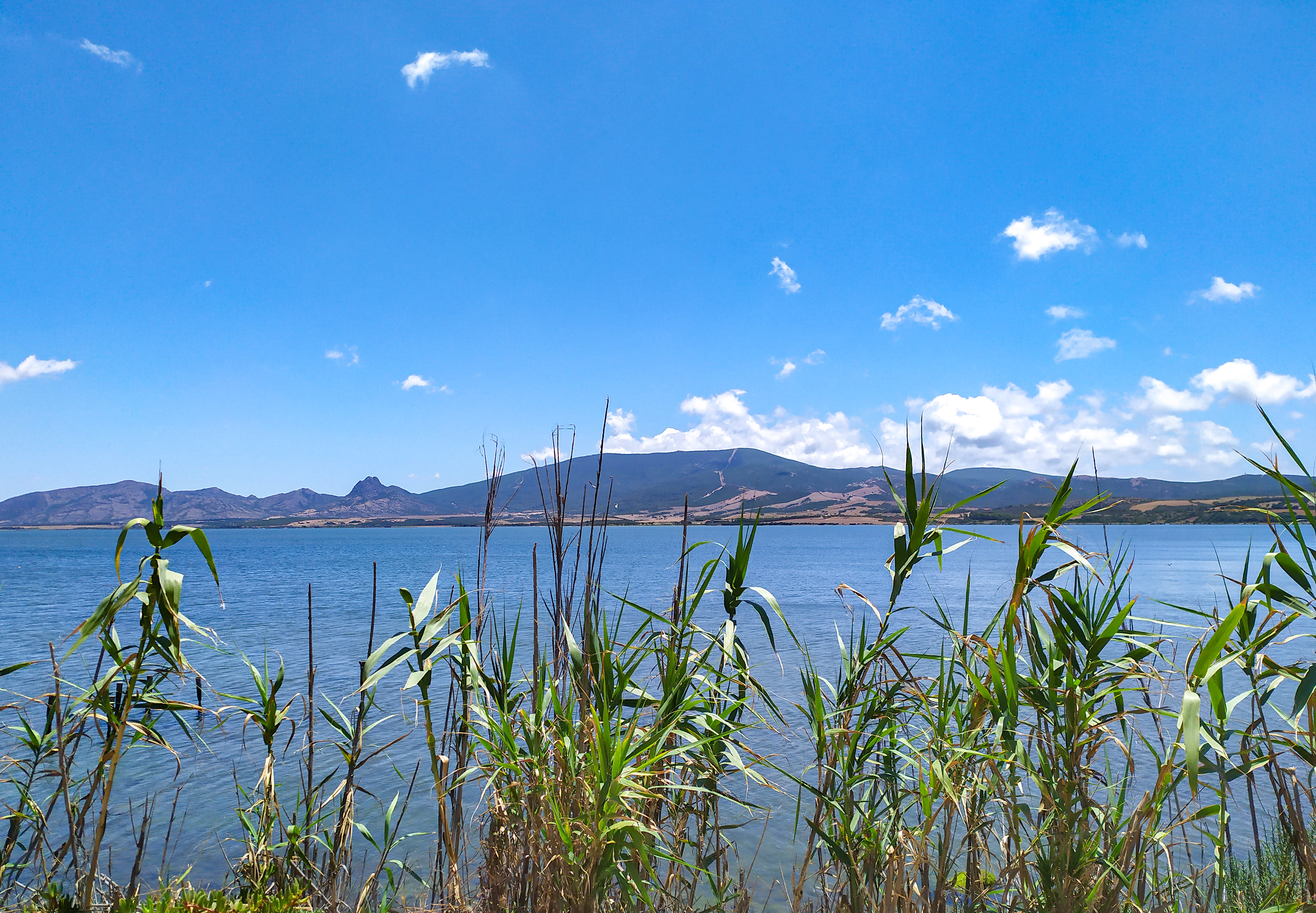
Stagno di San Giovanni e Marceddì

L'opera più celebre fu tuttavia la deviazione del Rio Mogoro, che essendo emissario dello stagno di sassu e delle paludi circostanti le alimentava con le sue acque. Il vecchio corso del fiume che per oltre 12 km scorreva lungo la costa creando pantani e acquitrini fu deviato lungo un nuovo corso lungo 11 km appositamente costruito, facendolo sfociare nello stagno di San Giovanni. L'opera richiese la rimozione di oltre un milione di metri cubi di terra.
Per dare un'idea della portata dell'opera di bonifica: Furono rimossi diversi milioni di metri cubi di terra, i lavori riguardarono un'area di 18000 ettari. Furono usati tutti i mezzi dell'epoca: escavatori elettrici, nastri trasportatori, ma anche argini, canali, dighe di sbarramento, ponti e lunghe condotte. Furono costruiti 32 km di argini e 33 km di nuove strade.
Alla bonifica seguì rapidamente l'avvio della coltura dei terreni e ampi piani di rimboschimento.
Già tra il 1924 ed il 1925 entrarono in funzione i centri agricoli di Tanca Marchese, Linnas, Torrevecchia, Pompongias S'Ungroni, Centro Uno, Centro Due, Centro Tre e Alabirdis, ribattezzato poi Villaggio Mussolini (siamo nel 1928).
Già dal 1927 si ebbe un'immigrazione di agricoltori provenienti dal Polesine (promossa da Mussolini appunto) con un primo gruppo di circa 150 persone che occuparono i poderi approntati dagli operai sardi e che in seguito verranno imitato da altri gruppi fino a raggiungere una popolazione di oltre 1 500 abitanti.
La bonifica non segnò solo il rilancio dell'agricoltura e dell'allevamento nei nuovi terreni sottratti alle paludi, ma anche il miglioramento delle condizioni sanitarie e il declino di un incubo onnipresente da due millenni nella piana di Terralba, la Malaria.

### Clima
Il clima di Terralba è un clima temperato caldo influenzato dalla sua posizione geografica in prossimità del mare e dall'influenza del mare stesso, che mitiga le temperature. I mesi più freddi sono gennaio-febbraio, mentre i più caldi sono luglio-agosto. 

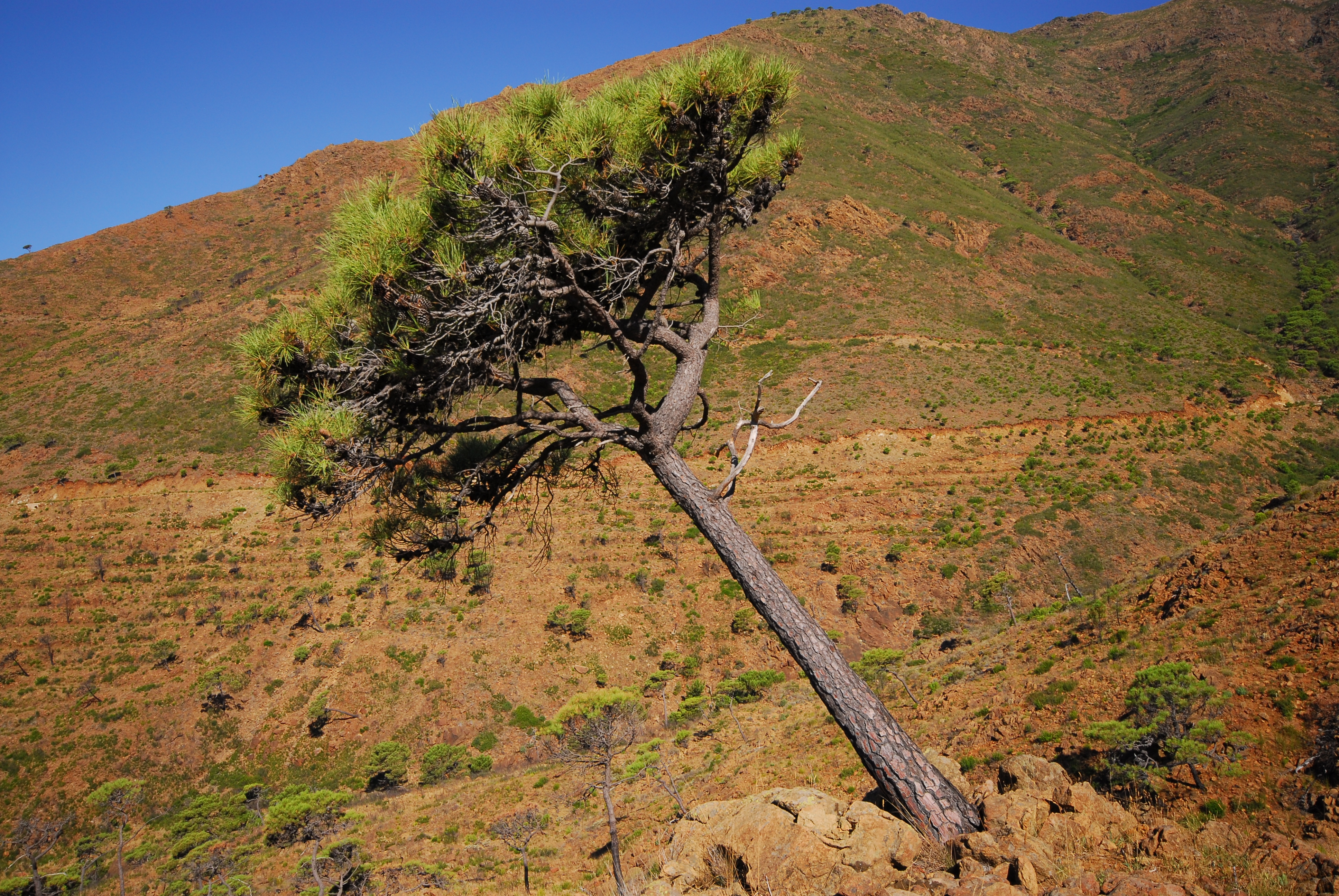
Pino marittimo curvato dal vento

Le precipitazioni sono scarse. Piove poco e sotto forma di temporali anche violenti. Le precipitazioni si concentrano nel tardo autunno e in primavera, sono più scarse in inverno e rarissime in estate. Il terralbese è continuamente esposto all'azione del vento.
I venti che soffiano più frequentemente sono il maestrale proveniente da Nord-Ovest prevalentemente durante i mesi freddi o lo Scirocco, un vento caldo da Sud-Est prevalentemente durante i mesi estivi e chiamato localmente su bentu de soli (il vento del sole) proprio per la sua connotazione calda. Altri venti frequenti sono il Levante, il Ponente e la Tramontana.
Per questo suo particolare clima ventilato durante tutto l'anno non è raro percorrendo le campagne vedere alberi o i pini marittimi lungo la costa che il continuo spirare del vento ha piegato nel corso degli anni. Secondo la classificazione climatica Terralba è classificato in zona C.
In base alla media trentennale di riferimento (1971-2000) della Stazione meteorologica di Capo Frasca, situata il linea d'area a meno di 16 km da Terralba, la temperatura media del mese più freddo, gennaio, si attesta attorno ai 10.4 °C; quella del mese più caldo, agosto, si attesta attorno ai 24.4 °C, quella media annuale si attesta attorno ai 17.4 °C. Le precipitazioni medie annue sono pari a 578.7 mm con picco in novembre e gennaio e minimi durante i mesi estivi.
| CAPO FRASCA                | Mesi    | Mesi    | Mesi    | Mesi    | Mesi    | Mesi    | Mesi    | Mesi    | Mesi    | Mesi    | Mesi    | Mesi    | Stagioni | Stagioni | Stagioni | Stagioni | Anno  |
| CAPO FRASCA                | Gen     | Feb     | Mar     | Apr     | Mag     | Giu     | Lug     | Ago     | Set     | Ott     | Nov     | Dic     | Inv      | Pri      | Est      | Aut      | Anno  |
| -------------------------- | ------- | ------- | ------- | ------- | ------- | ------- | ------- | ------- | ------- | ------- | ------- | ------- | -------- | -------- | -------- | -------- | ----- |
| T. max. media (°C)         | 13,2    | 13,2    | 14,7    | 16,7    | 20,8    | 24,5    | 27,8    | 28,8    | 26,0    | 21,9    | 17,3    | 14,4    | 13,6     | 17,4     | 27,0     | 21,7     | 19,9  |
| T. min. media (°C)         | 7,6     | 7,5     | 8,6     | 10,3    | 13,7    | 17,3    | 20,1    | 21,1    | 18,7    | 15,3    | 11,3    | 8,8     | 8,0      | 10,9     | 19,5     | 15,1     | 13,4  |
| Precipitazioni (mm)        | 50,0    | 60,5    | 44,4    | 51,4    | 32,8    | 16,7    | 4,4     | 7,3     | 34,2    | 69,7    | 92,5    | 65,0    | 175,5    | 128,6    | 28,4     | 196,4    | 528,9 |
| Giorni di pioggia          | 8       | 8       | 7       | 8       | 5       | 2       | 1       | 1       | 4       | 8       | 10      | 9       | 25       | 20       | 4        | 22       | 71    |
| Umidità relativa media (%) | 85      | 83      | 82      | 82      | 80      | 78      | 78      | 78      | 78      | 81      | 83      | 84      | 84       | 81,3     | 78       | 80,7     | 81    |
| Vento (direzione-m/s)      | WNW 8,5 | WNW 8,5 | WNW 8,5 | WNW 8,5 | WNW 8,5 | WNW 8,5 | WNW 8,5 | WNW 8,5 | WNW 8,5 | NNW 8,5 | WNW 8,5 | WNW 3,3 | 6,8      | 8,5      | 8,5      | 8,5      | 8,1   |

## Origini del nome
Il toponimo Terralba trae origine dalle locuzioni latine "terra", riferita al terreno e "alba", bianca, riferita alla zona caratterizzata da una piana di terreno chiaro composto da argille biancheggianti ricoperte da uno strato di terra, sabbia e ghiaia spessa circa un paio di metri.

## Storia

### Dalle origini all'abbandono di Neapolis
La presenza dell'uomo nel territorio di Terralba risale al Neolitico antico.

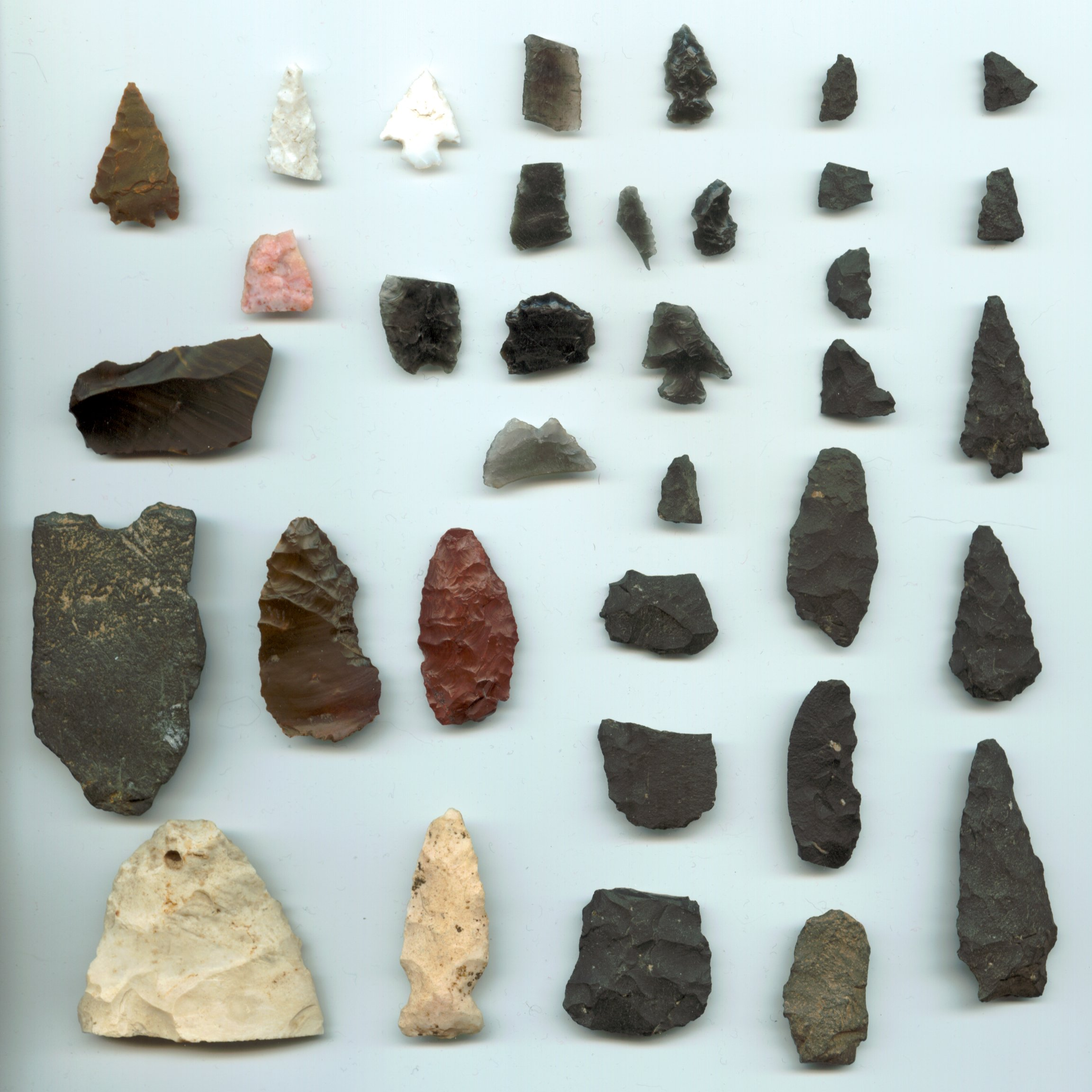
Punte di frecce e lance in ossidiana e altri minerali risalenti al periodo Neolitico

Già nel VI millennio a.C., a cui risalgono infatti le più antiche testimonianze di insediamenti e attività umane del territorio di Terralba, i primi colonizzatori trovarono un ambiente naturale ideale all'insediamento grazie alla vicinanza del Monte Arci in cui si poteva reperire l'ossidiana con grande facilità e ai pescosi stagni di Marceddì e San Giovanni.
L'ossidiana è un vetro vulcanico da cui le genti neolitiche ricavarono utensili e armi e che favorì la nascita di molti insediamenti umani nella zona. Della presenza neolitica rimangono nel territorio di Terralba diversi insediamenti che includono tracce di antichi villaggi e molti antichi sepolcri.

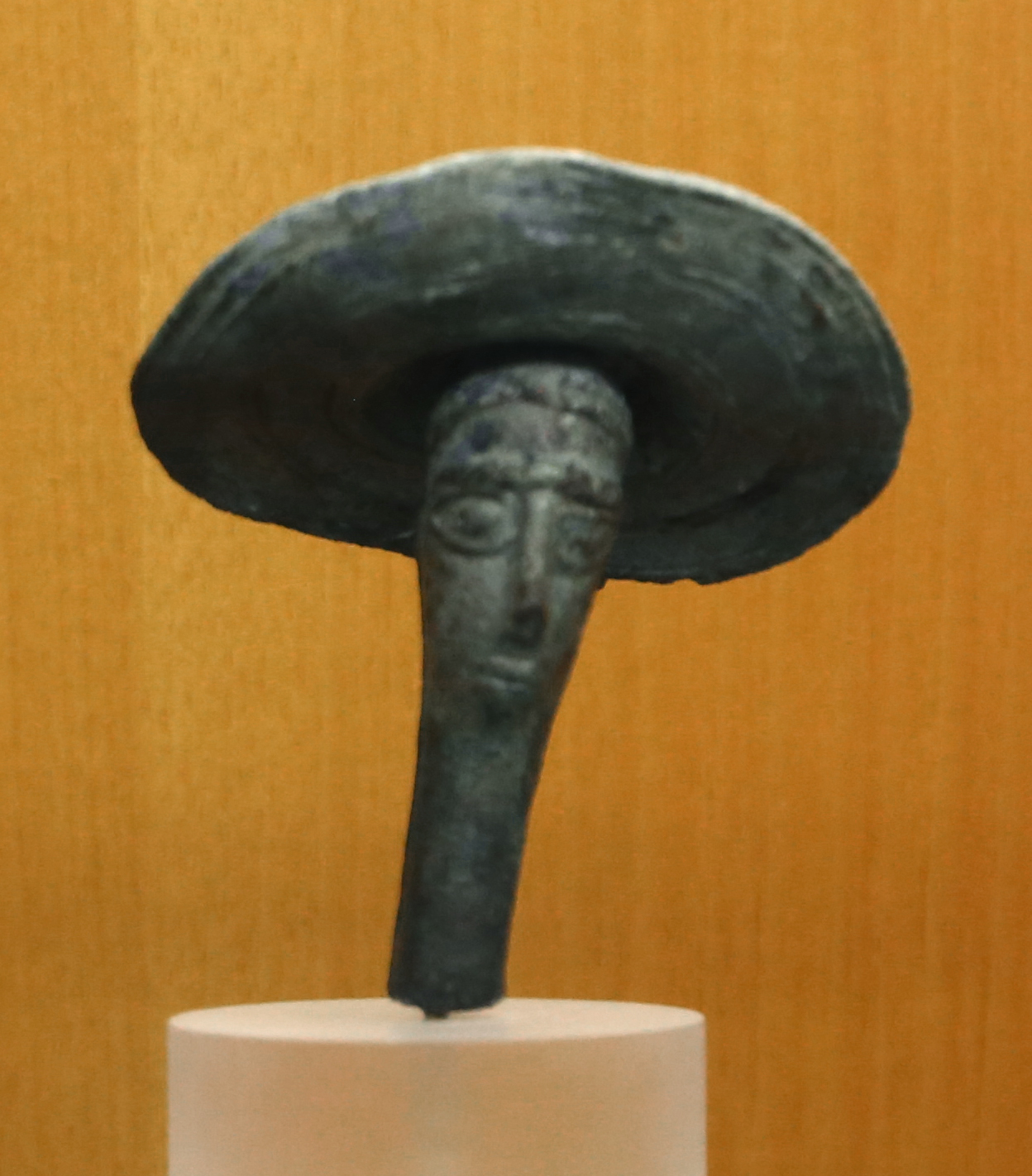
Bronzetto nuragico da Terralba

In epoche successive anche nella piana di Terralba, come nel resto dell'isola, si insediarono le popolazioni nuragiche. Di quell'epoca rimangono i ruderi di sette insediamenti nel territorio comunale.
Secondo la tradizione, la storia di Terralba iniziò in un villaggio sulle coste dello stagno di San Giovanni chiamato Osea e fondato intorno al 1000 a.C. Le continue incursioni piratesche costrinsero i suoi abitanti ad abbandonare il villaggio e trasferirsi nella vicina città di Neapolis, fondata dai fenici e poi occupata dai cartaginesi, divenendo uno degli scali marittimi più importanti del commercio sardo-cartaginese. La città era cinta da mura, provviste di quattro torri angolari e di acquedotti in cui venivano raccolte le acque piovane come a Cartagine.
Nel 238 a.C. i romani occuparono Neapolis facendola fiorire come uno dei maggiori centri abitati della zona, ampliandola ulteriormente fino a un'estensione di circa 34 ettari e abbellendola secondo l'uso romano, con monumenti e fregi come le Grandi erme di epoca tardo-imperiale.
Abitata fino al periodo bizantino, successivamente anche Neapolis fu conquistata dai saraceni e gli abitanti superstiti decisero di spostarsi qualche chilometro nell'interno.

### Dalla fondazione di Terralba alla dominazione spagnola
Abbandonata Neapolis dopo l'ennesima incursione saracena, gli abitanti si spostarono nell'interno e verso il 1017 fondarono Terralba. Non esistono documenti ufficiali che supportino l'effettivo motivo dell'abbandono di Neapolis a favore del nuovo insediamento di Terralba, ma molti studiosi sono concordi nell'affermare che la posizione interna del nuovo centro abitato avrebbe garantito una maggior sicurezza agli abitanti e sarebbe stata più idonea all'agricoltura e alla pastorizia. Le rovine di Neapolis sono ancora presenti in prossimità della costa sullo stagno di San Giovanni, non lontano dall'odierna frazione di Marceddì.
Il nome Terra alba compare per la prima volta nel 1048 in un documento dove è citato un vescovo di nome Francesco e in un documento risalente al periodo del Giudicato di Arborea datato 15 ottobre 1102 compare invece nella versione Terralba così come conosciuto oggigiorno.
Terralba nel Medioevo appartenne al Giudicato di Arborea compresa nella curatoria di Bonorzuli della quale divenne capoluogo in sostituzione di Neapolis, abbandonata in seguito alle continue incursioni saracene.
Venne trasferita a Terralba anche la diocesi, quando anche il vescovo Mariano I abbandonò Neapolis e con esso giunsero a Terralba anche il pulpito ligneo, il crocifisso e la statua di San Pietro, patrono di Neapolis prima, patrono di Terralba ora.
L'elevazione di Terralba a sede vescovile permise all'abitato di fiorire economicamente e divenire un centro di riferimento del circondario. Con questo periodo coincise l'edificazione della chiesa di San Pietro, la cui costruzione iniziò nel 1144. Nel 1503 la sede della diocesi fu spostata ad Ales dal Papa Giulio II della Rovere.
Terralba spopolata da un periodo di carestie ed epidemie viene concessa in feudo ai Carroz in quanto parte della curatoria di Bonorzuli attorno al 1413.
Nel 1527 Terralba subì il saccheggio dei corsari barbareschi, spintisi per la prima volta nell'interno, che misero a ferro e fuoco l'abitato e rapirono gli abitanti che non riuscirono a fuggire. Nel 1580 Terralba giaceva ancora in rovina e così rimase per altri 22 anni fino al 1602 quando iniziò un timido ripopolamento.

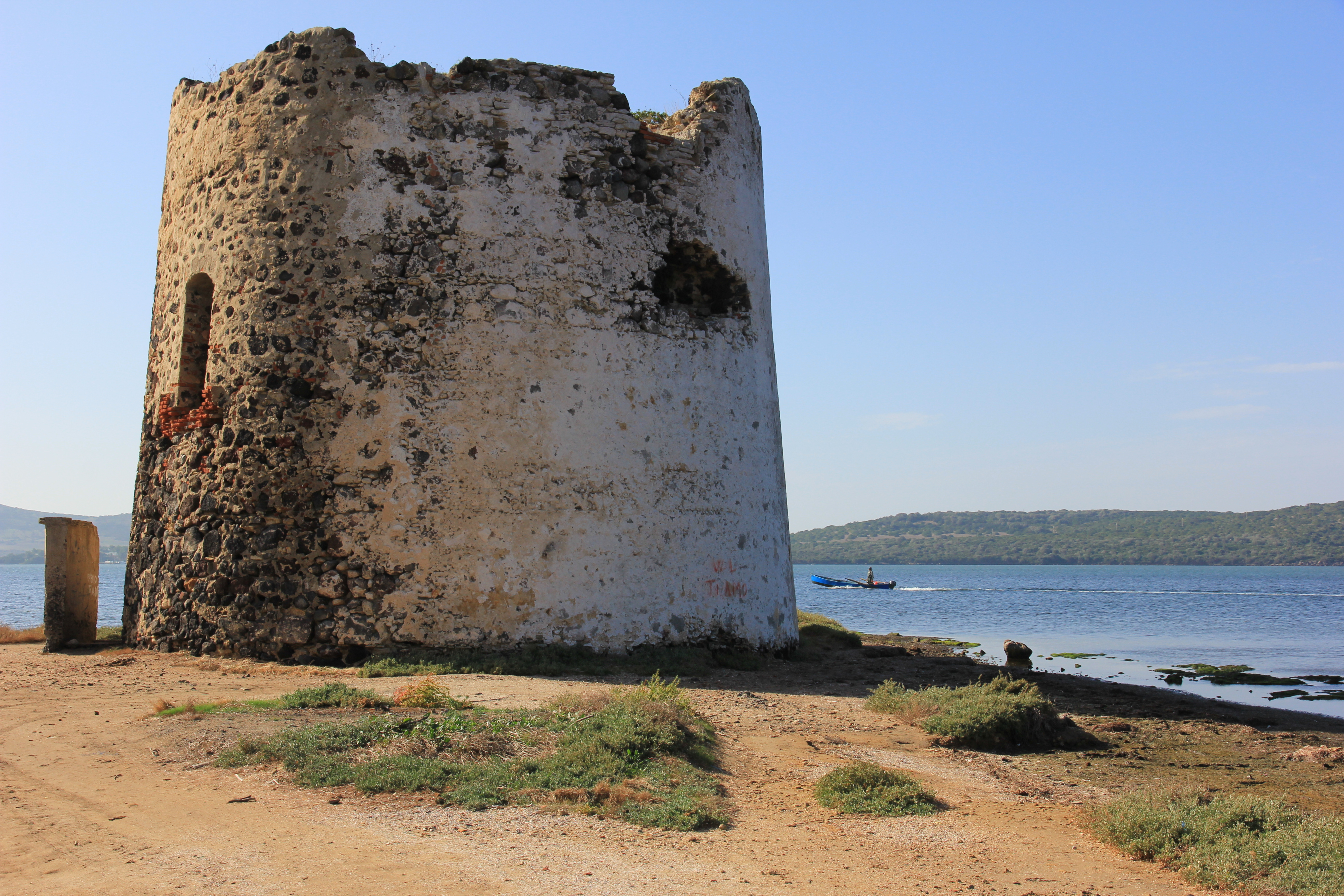
Torre vecchia di Marceddì

Bisognerà attendere fino al 1640 per una vera rinascita del borgo, quando il barone di Uras, nel cui feudo il paese si trovava, ne promosse il ripopolamento per acquisirne i diritti feudali, per cui il paese venne unito alla baronia di Uras dipendente dal marchesato di Quirra, feudo dei Centelles.
Nel 1668 Terralba conta 1 250 abitanti Di quell'epoca sopravvivono oggi tre torri edificate lungo la costa per la difesa dai pirati saraceni, Torre Vecchia, Torre Nuova e Flumentorgiu..

### Dal Regno di Sardegna al XXI secolo
Nel 1718 alla dominazione spagnola subentra il dominio di Casa Savoia nell'intera isola.
Nel Settecento il territorio di Terralba era ancora un immenso acquitrino in cui imperversava la malaria e di cui la zona deteneva il poco invidiabile primato nell'intera Sardegna. Nonostante ciò nel 1761 la popolazione raggiunge i 1 600 abitanti.
Si dovrà attendere fino al 1895 per iniziare a ideare la grande bonifica, che finalmente alla fine del 1918 prenderà il via e che nel decennio successivo trasformerà l'acquitrinosa piana di Terralba in 20000 ettari di terreno coltivabile, ma non avrà ancora risolto pienamente il problema della malaria.
Nel 1840, con la soppressione del sistema feudale, il paese fu riscattato agli Osorio de la Cueva, ultimi feudatari e successori dei Centelles, per cui divenne un comune amministrato da un sindaco e da un consiglio comunale, e dal 1859 al 1927 Terralba fu capoluogo dell'omonimo mandamento, nel circondario di Oristano in provincia di Cagliari.
Nel 1872 anche la piana di Terralba viene raggiunta e collegata al resto dell'isola dalla ferrovia. La vicina stazione di Marrubiu-Terralba-Arborea aprì in concomitanza col passaggio del primo convoglio il 9 aprile 1872.
Nel 1928 (siamo nel ventennio fascista) nei nuovi territori bonificati viene fondato il Villaggio Mussolini. Nello stesso anno con il Regio Decreto N°2230 firmato da Vittorio Emanuele III i comuni limitrofi di Marrubiu e San Nicolò d'Arcidano vengono accorpati al comune di Terralba divenendone frazioni.
Nel 1930 il Villaggio Mussolini viene elevato a comune indipendente. Questa divisione del territorio segna per Terralba la perdita quasi totale dei territori appena bonificati e una drastica riduzione del territorio comunale di oltre la metà rispetto a prima del 1928.
Nel 1947 San Nicolò d'Arcidano annesso nel 1928 al comune di Terralba viene nuovamente elevato a comune indipendente.
Nel 1948 anche Marrubiu annessa 20 anni prima al comune di Terralba viene nuovamente elevata a comune indipendente a seguito della rivolta degli abitanti del 10-13 dicembre 1947 contro l'unione al comune di Terralba e culminata durante una manifestazione con l'assassinio di Terenzino Trudu.
Sempre del 1948 è la costruzione della Cantina Sociale di Terralba che segnò l'avvio della ripresa economica del Dopoguerra dando il via a molte altre attività commerciali ed artigianali.
È sempre del Dopoguerra la completa eradicazione dalla piana di Terralba della malaria tramite il sostegno della Fondazione Rockfeller che sponsorizzò una grande opera di disinfezione tramite il tristemente noto insetticida DDT.
Fino al 16 luglio 1974, data in cui fu costituita la Provincia di Oristano, Terralba appartenne alla Provincia di Cagliari.
Lunedì 18 novembre 2013, Terralba subisce l'alluvione dovuta alle piogge intense scaricate dal ciclone "Cleopatra". Le vie della parte bassa del centro abitato vengono invase da circa un metro d'acqua, che nei seminterrati sfiora i tre metri.
Al 2017 Terralba è il secondo centro abitato dell'Oristanese per abitanti dopo il capoluogo Oristano.

### Simboli
Lo stemma e il gonfalone del comune di Terralba sono stati concessi con decreto del presidente della Repubblica dell'11 settembre 1996.
Stemma
Gonfalone

## Monumenti e luoghi d'interesse

### Architetture religiose
Nel territorio di Terralba sono presenti varie chiese: la concattedrale di San Pietro in Piazza Cattedrale, la chiesa di San Ciriaco a sud-est dell'abitato e la cappella Regina Pacis in via XX Settembre, nella frazione di Marceddì vi è una chiesa intitolata a Nostra Signora di Bonaria, mentre alla Tanca del Marchese è stata dedicata una chiesa a Gesù Maestro.

#### Concattedrale di San Pietro
Ricostruita a partire dal 1821 in forma tardo-barocca sul sito della più antica cattedrale romanica del 1144 voluta da Mariano I, ha orientamento simile a quello attuale con abside semicircolare.
Ai primi dell'Ottocento l'antica cattedrale si trovava in uno stato di pessima conservazione, si decise perciò di demolirla per far posto ad una nuova struttura.
I lavori iniziarono nel 1820 e terminarono nel 1930, con il completamento della pavimentazione del presbiterio e la collocazione dell'altare maggiore. Nel 1933 la chiesa viene consacrata.
Nella cattedrale sono custoditi capitelli provenienti da Neapolis e recuperati dalla demolizione dell'abside della precedente cattedrale del 1144. Sono inoltre conservati il fonte battesimale del 1626, il pulpito ligneo del XVII secolo ed una preziosissima croce argentea spagnola.
Risalgono al XVII anche le statue lignee di San Pietro, della Madonna del Rosario e della Madonna del Rimedio.

#### Chiesa di San Ciriaco
Seconda per importanza, si trova nel Sud-Est dell'abitato. Fu fondata nel 1741, come indicato sull'unica campana del campanile a vela.
La chiesa originaria fu costruita con i tradizionali mattoni crudi, mentre le pietre di difficile reperimento nella zona all'epoca, furono usate solo per le fondamenta. Dal punto di vista architettonico non aveva nulla di diverso dalle tante chiese campestri della zona. Era formata da una navata unica con addossata all'abside la piccola sagrestia. Il tetto era a capriate con una fitta rete di canne e tegole di tipo sardo, l'altare di pietra sormontato da due gradini di legno.
Visto lo stato di degrado della struttura, nel 1949 se ne dispose la demolizione e la ricostruzione. Nel 1958 la chiesa venne consacrata. Tra il 1996 ed il 1997 la chiesa è stata restaurata e abbellita. La navata centrale in cemento è stata rivestita da un elegante trabeatura lignea e due navate laterali a soffitto sporgente.
Il presbiterio è arredato da una mensa marmorea e da un ambone, anch'esso marmoreo. In prossimità della parete si trova un tabernacolo, una statua di San Ciriaco e un grande Crocifisso di ceramica, capolavoro dell'artista terralbese Dina Pala.
Nella chiesa sono custoditi un prezioso quadro storico di Padre Lilliu, il sarcofago di Maria Bambina, le campane ed il Tabernacolo del precedente edificio. Sono inoltre visibili due statue di San Ciriaco di cui la più piccola usata durante la processione in occasione dei festeggiamenti del Santo l'8 agosto.

#### Chiesa della Madonna di Bonaria (Marceddì)

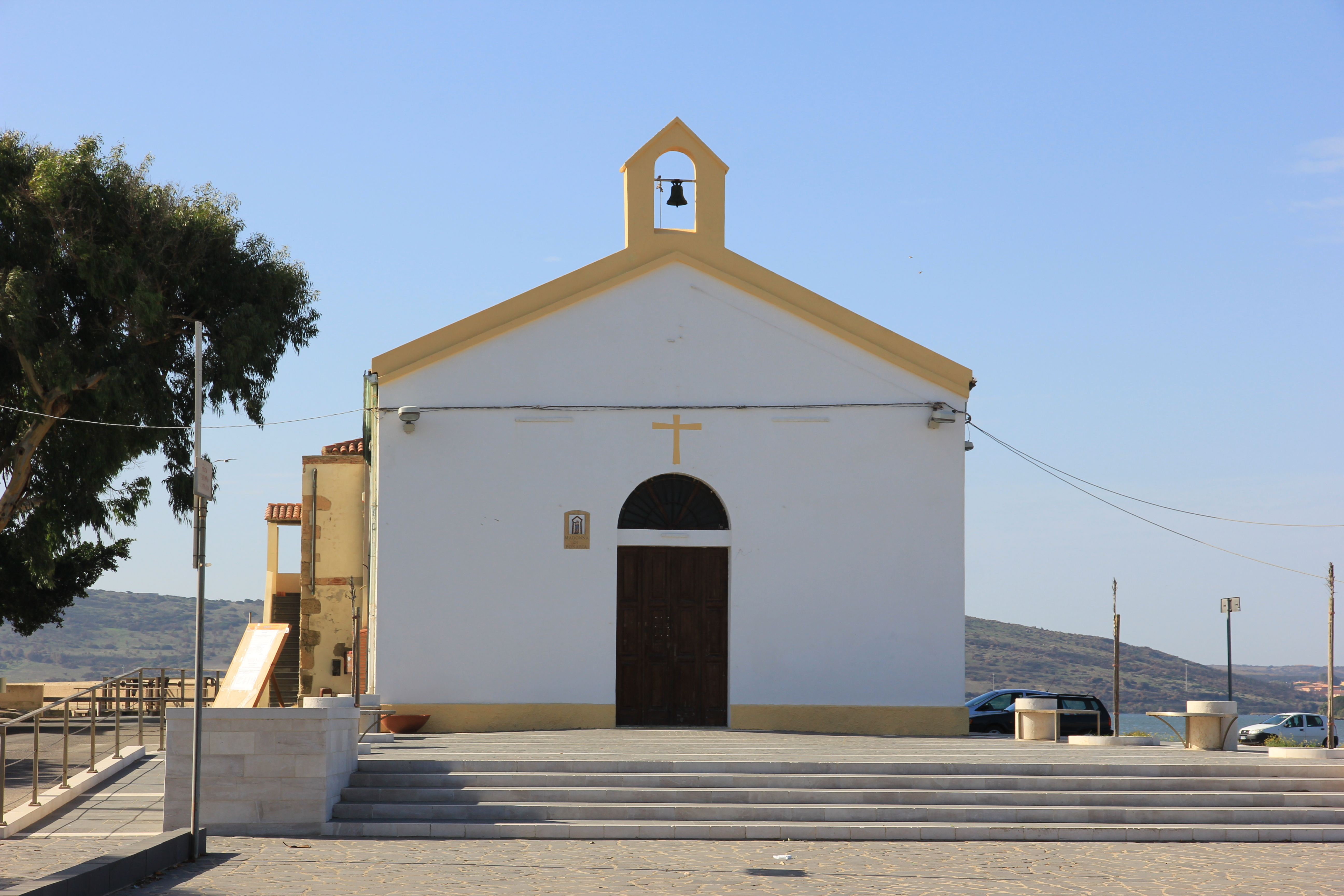
Chiesa della Madonna di Bonaria

Dedicata alla Madonna di Bonaria, questa chiesa fu costruita nel 1930 su un terreno donato da un privato cittadino per far fronte all'ostacolo di trovare un luogo giudicato adatto dove conservare il SS. Sacramento in occasione della festa della Madonna di Bonaria. La chiesa si presenta molto semplice come il resto dalla borgata.

#### Chiesa di Gesù Maestro (Tanca Marchese)
L'ultima in ordine di fondazione nel territorio di Terralba e la prima costruita secondo i criteri di costruzione delle chiese in epoca contemporanea.

#### Cappella Regina Pacis
La Cappella Regina Pacis è stata edificata sul finire degli anni novanta del secolo scorso su iniziativa del sacerdote Teodoro Marcias.

### Architetture civili
Pur vantando una storia quasi millenaria Terralba non possiede monumenti pubblici di epoche anteriori all'Ottocento. Questo perché fino alla fine del XIX secolo la pietra era un materiale da costruzione costoso e poco accessibile. Il materiale solitamente usato erano i mattoni crudi, un materiale più economico e fabbricabile ovunque ma di scarsa durata nel corso dei decenni. Nonostante ciò sono annoverabili tra i palazzi pubblici di interesse:

#### La casa comunale
Edificata nel 1932 ed inaugurata nel 1933 presenta esternamente i fregi in uso nelle costruzioni dell'epoca di Stile Liberty.
Il costo della costruzione si aggirò sulle 800000 lire dell'epoca. Dopo un periodo di profondo degrado la casa comunale è stata interamente ristrutturata e ammodernata negli anni novanta riascquistando la bellezza di un tempo.

#### Il Teatro civico (ex Casa del Fascio)
La Casa del Fascio chiamata anche Dopo lavoro, fu costruita nel 1932. Durante il ventennio fascista funse da sede locale del Partito Nazionale Fascista ed è stata un punto di aggregazione per i Terralbesi anche dopo il secondo conflitto mondiale, diventando un cinema, fino al lento declino che la portò al completo abbandono e degrado. Rimasta per decenni in questo stato, durante gli anni novanta è stata recuperata ed inaugurata nel 2002. Oggi è sede del Teatro Civico, spesso utilizzata anche per conferenze, rappresentazioni teatrali e proiezioni.

#### Le scuole elementari di via Roma
Costruite nel 1912, sono un altro esempio di architettura dei primi del Novecento con i fregi, le alte finestre e gli alti soffitti in Stile Liberty. In alcune aule sono ancora visibili i vecchi banchi con ancora il foro per il calamaio e la stufe di terracotta, per concezione molto simili alla stufa in maiolica usate come forma di riscaldamento fino all'avvento dei termosifoni.

### Siti archeologici
Il territorio di Terralba, grazie ai suoi fertili suoli sabbiosi, è stato abitato sin dal Neolitico; in particolare le testimonianze rinvenute in alcuni siti dislocati nelle campagne (tra i quali San Giovanni, San Ciriaco, Bau Angius) riportano alla Cultura di Ozieri. Altre testimonianze venute alla luce nei pressi della chiesa di San Ciriaco hanno dato lo stesso nome a una facies regionale inquadrabile nel Neolitico Recente. Sebbene il terralbese offra anche numerose testimonianze della civiltà nuragica, la gran parte delle testimonianze conosciute risale al periodo della dominazione punica. Grazie alle ricerche pluriennali di Gino Artudi e Sandro Perra, seguite dalle indagini sistematiche dell'équipe guidata Peter Van Dommelen, è stato possibile individuare i resti di numerosissimi insediamenti rurali (il periodo di maggior frequentazione si colloca tra fine V e III-II secolo a.C.), la cui densità non trova confronti con nessun altro contesto punico del Mediterraneo. Evidentemente il fertile territorio della piana di Terralba rientrava in un programma organizzato di sfruttamento agricolo, in cui forse la coltura della vite aveva un'importanza primaria.
Nelle campagne, nel 1960, in località Pauli Putzu, sono state rinvenute casualmente dieci tombe di età romana con corredo funerario. Il corredo rispecchiava la condizione sociale ed economica del defunto e aveva lo scopo di accompagnarlo nel lungo viaggio nell'oltretomba; comprendeva una moneta, una lucerna, il lacrimatoio, piatti ed anfore. L'opera devastatrice dei tombaroli ha però provocato danni irreparabili alla necropoli. Infatti, solo 33 reperti sono stati recuperati e sono ora conservati presso la Scuola Media Statale di Terralba.
Durante i lavori di ammodernamento della casa catechistica nel quartiere di Santa Maria è stata rinvenuta una vasca di epoca romana appartenente a un'antica fattoria.

### Aree naturali

#### Laguna di Marceddì e stagno di San Giovanni

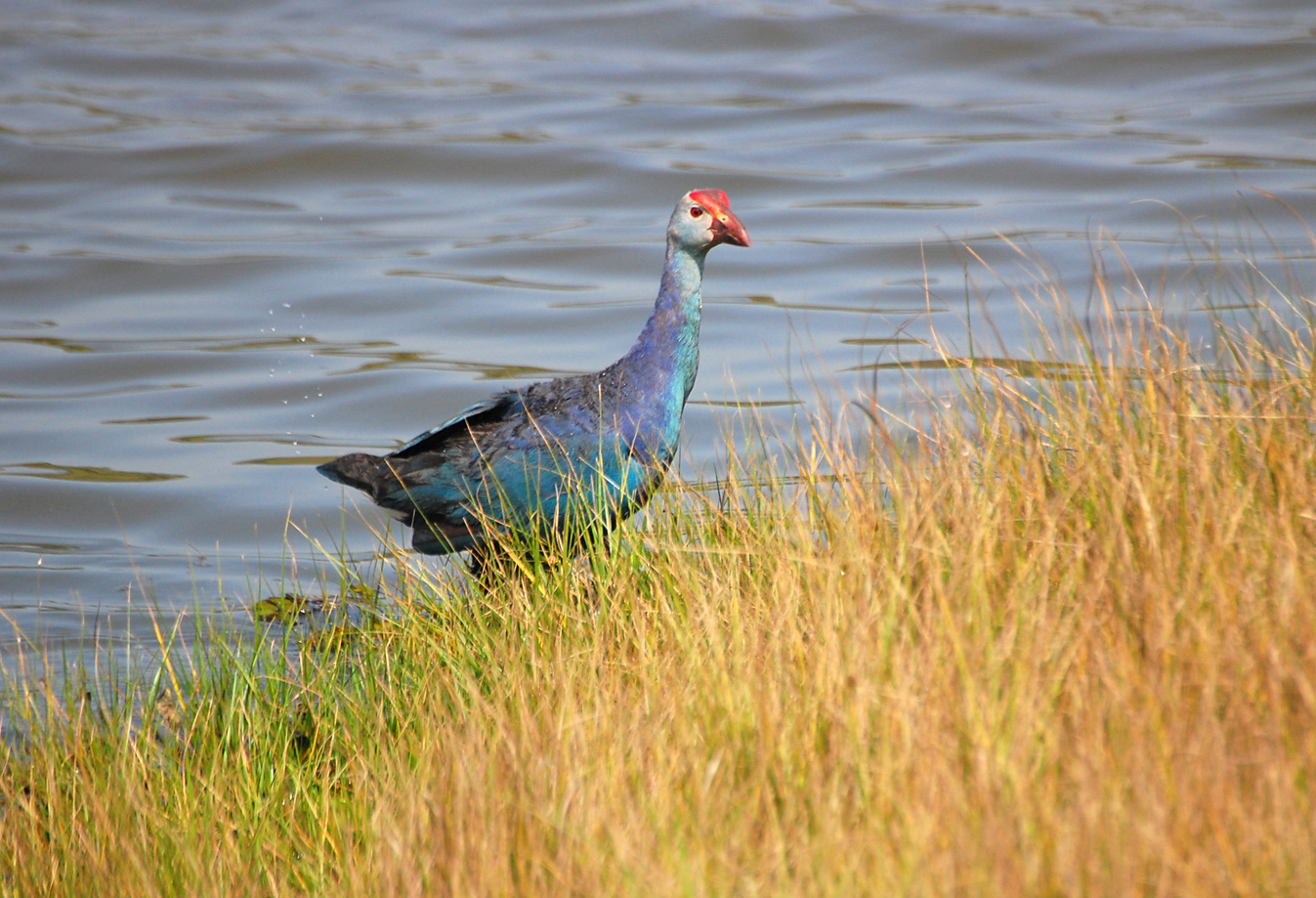
Pollo sultano

La laguna di Marceddì e lo stagno di San Giovanni sono ciò che resta delle aree umide della zona dopo i lavori di bonifica che interessarono la piana di Terralba e il basso Oristanese. Uno sbarramento artificiale separa fisicamente la laguna di Marceddì dal mare da un lato e dallo stagno di San Giovanni dall'altro.
Le due lagune hanno fondali con profondità molto diverse, dato che lo stagno di San Giovanni non raggiunge il metro di profondità mentre quello di Marceddi supera i tre metri di profondità.
Anche i regimi di salinità sono assai diversi: le acque dello Stagno di San Giovanni oscillano tra il 27%(in Inverno) e il 32%(in Estate) di salinità mentre quelle di Marceddì conservano una salinità tra il 33% e il 35% tutto l'anno.
Le differenti profondità e salinità dei due stagni influenzano la vegetazione e la fauna che li circondano.

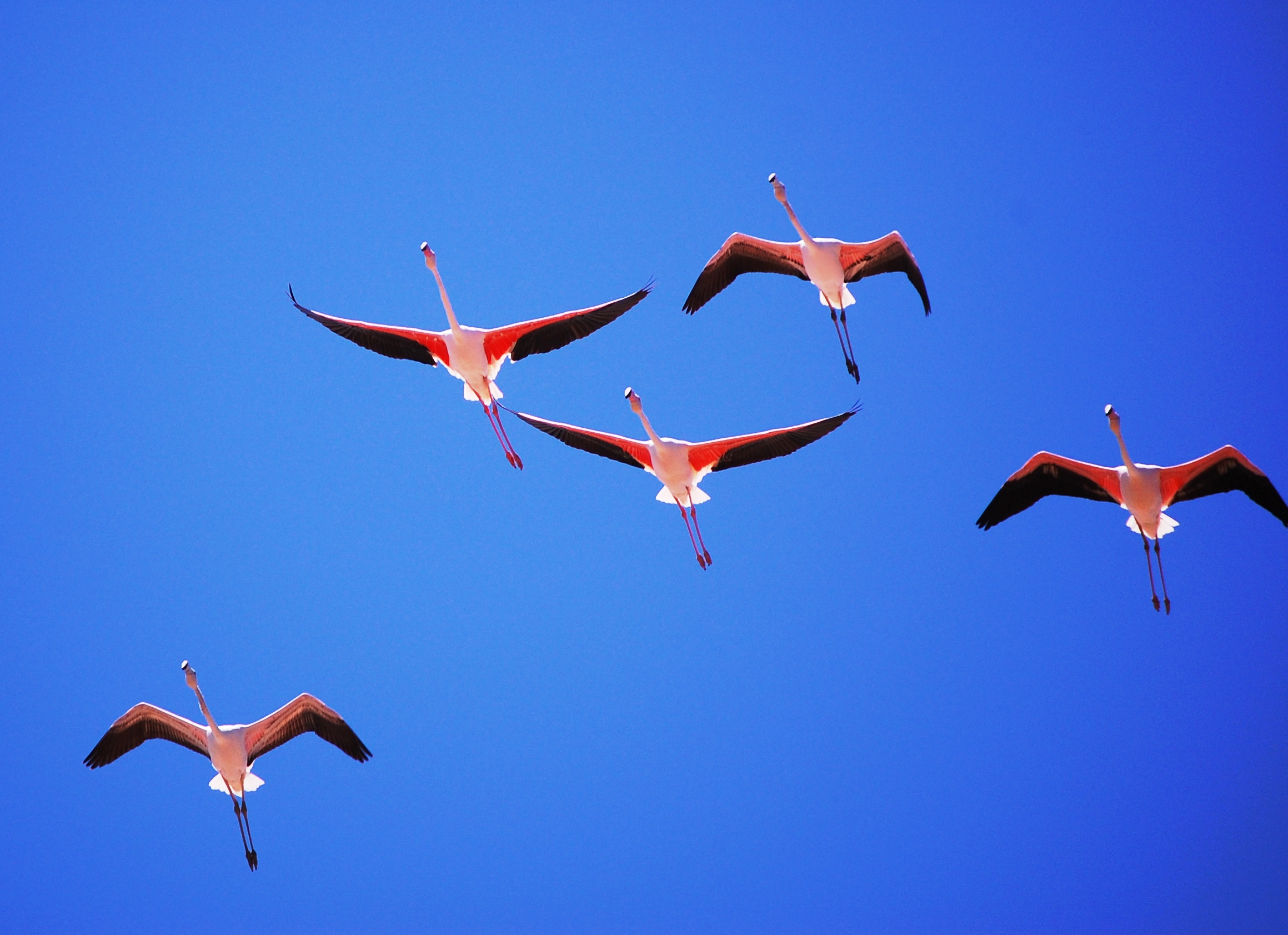
Fenicotteri rosa in volo

Lagune con un ecosistema unico, arrivano ad ospitare oltre 5000 uccelli svernanti e rappresentano una delle zone di maggiore concentrazione e nidificazione di specie rare e vulnerabili come il Porphyrio porphyrio (Pollo Sultano), specie presente in Sardegna e in nessun'altra zona d'Italia e l'Ardea purpurea  (airone rosso).
Le specie svernanti più comuni sono la folaga, la garzetta e l'airone bianco maggiore (Casmerodius albus).
È inoltre possibile avvistare l'Aythyinae (anatra tuffatrice), il Circus aeruginosus (falchetto di palude), l'Anas platyrhynchos (germano reale), il Podiceps cristatus (svasso maggiore), il Podiceps nigricollis (svasso piccolo), la rara Glareola (pernice di mare) e il suggestivo Phoenicopterus roseus (fenicottero rosa).
Entrambe le lagune rientrano in una vasta area protetta di oltre 1800 ettari in base alla convenzione di Ramsar stipulata nel 1971 che mise sotto tutela le zone umide di molte nazioni e tra questi gli stagni dell'Oristanese che da soli rappresentano i 2/3 delle zone umide italiane.

## Società

### Evoluzione demografica
Per un lungo periodo, dal 1861 al 1921 il saldo di crescita si mantenne statico, con una popolazione pressoché invariata sotto i 5 000 abitanti, complice la difficile situazione economica e la scarsa salubrità della zona.
Con l'avvio della bonifica la situazione cambiò repentinamente e la crescita demografica progredì ininterrottamente nel corso dei decenni successivi, per stabilizzarsi solo intorno agli anni ottanta.
Complice dell'inizio della crescita demografica furono la creazione di una microeconomia di zona che ruotò intorno agli ingenti lavori di bonifica e di conseguenza l'indotto di operai a essa destinati, immigrati dal resto dell'isola ma in misura maggiore immigrati dal Nord-Est.
Nei decenni successivi l'indice di crescita demografica positivo fu possibile grazie ai risultati ottenuti con la bonifica: nuovi terreni coltivabili e un netto miglioramento della salubrità della piana di Terralba che attirarono nuovi abitanti.
Abitanti censiti

### Etnie e minoranze straniere
Su una popolazione totale di 10 305 abitanti al 31 dicembre 2010, gli stranieri residenti nel comune di Terralba sono 133, che corrispondono a un tasso di immigrazione straniera del 13 per mille.
Terralba è il comune della provincia col più alto numero di immigrati, seconda solo al capoluogo Oristano.
Sono suddivisi secondo le nazionalità sottostanti:
- Marocco - 32
- Cina - 22
- Romania - 20
- Senegal - 12
- Serbia - 6
- Cuba - 5
- Pakistan - 5
- Moldavia - 3
- Polonia - 3
- Francia - 2
- Germania - 2
- Regno Unito - 2
- Spagna - 2
- Stati Uniti - 2
- Svizzera - 2
- Ucraina - 2
- Venezuela - 2
- Australia - 1
- Repubblica Democratica del Congo - 1
- Croazia - 1
- Ecuador - 1
- Filippine - 1
- Finlandia - 1
- Messico - 1
- Slovacchia - 1
- Ungheria - 1

(Dati ISTAT 2010)

### Lingue e dialetti
La lingua parlata è l'italiano, benché nelle conversazioni locali sia diffuso e largamente usato il sardo campidanese. Il sardo campidanese come tutte le altre variazioni del sardo è sostanzialmente una lingua romanza derivata dal latino.
Nell'ambito del sistema della lingua sarda, le varianti Campidanesi sono considerate quelle che esibiscono maggiori differenze dal modello del latino classico. Alcuni studiosi concordano nell'affermare che tali differenze potrebbero essere attribuite ad un substrato etnico delle popolazioni del Campidano meno prossime al Latino, dovute alle influenze fenicie e cartaginesi che avrebbero causato una diversa evoluzione del latino volgare rispetto al logudorese che ne conserva maggiormente la forma.
Il sardo campidanese parlato nella piana di Terralba abbraccia particolari della variante del campidanese oristanese e del campidanese rustico, trovandosi a cavallo delle due zone linguistiche.
Nell'oristanese è caratteristica l'elisione della N' intervocalica da cui Aristanis (Oristano) viene pronunciato Aristãis, cani (cane) viene reso in cãi, pani (pane) in pãi, oltre a una curiosa inversione letterale per cui cabra (capra) viene pronunciato craba e cherbeddu (cervello) viene reso chrobeddu.
L'Oristanese meridionale, dove si colloca la piana di Terralba, assume gradatamente alcuni caratteri del campidanese rustico, parlato nella vicina provincia del Medio Campidano.
Caratteristiche fonetiche del campidanese rustico sono l'elisione della L, per cui soli (sole) viene pronunciato soi o celu (cielo) viene reso ceu oltre ad altre metafonesi, nasalizzazioni e contrazioni vocali.
Nella vicina frazione di Tanca Marchese è presente una minoranza di lingua veneta derivata dalle massicce immigrazioni dal Polesine degli anni trenta, in continuo calo in quanto i figli degli immigrati la stanno progressivamente abbandonando in favore dell'italiano.

### Religione
La maggioranza della popolazione di Terralba è di fede cattolica e nel comune, appartenente alla Diocesi di Ales-Terralba hanno sede tre parrocchie.
Oltre ai testimoni di Geova, vi sono gli evangelici e alcuni appartenenti alla Chiesa ortodossa, tra gli immigrati vi sono prevalentemente i musulmani.

### Istituzioni, enti ed associazioni

#### Unione dei comuni del Terralbese
Per sopperire in modo più sinergico e funzionale alle necessità dei comuni della piana di Terralba, nonché ottenere un risparmio sulle risorse economiche dei singoli municipi, è stato fondata negli scorsi anni l'Unione dei comuni del Terralbese.
Tra le sue funzioni il servizio intercomunale di raccolta differenziata, il servizio biblioteche, il servizio di vigilanza e di assistenza tecnica ai municipi associati.
I comuni associati sono:
Terralba

Marrubiu

Arborea

San Nicolò d'Arcidano

Uras

## Cultura

### Istruzione

#### Biblioteche e archivi
A Terralba è presente una biblioteca comunale intitolata a Sebastiano Satta. Attualmente ha sede in via Giuseppe Zedda. 
Nello stesso edificio ha sede anche l'archivio storico, inaugurato nel 2014.

#### Scuole
A Terralba esistono 3 scuole d'infanzia, 2 scuole primarie, 1 scuola media e 3 sedi decentrate di scuola media superiore: un liceo scientifico, un istituto tecnico commerciale (Istituto tecnico amministrazione, finanza e marketing
) e un istituto grafico.

#### Musei
- Museo archeologico
- Museo del mare a Marceddì
- Museo storico etnografico Eliseo

### Eventi

#### Fuoco di sant'Antonio
Come in altre zone d'Italia anche a Terralba nella notte tra il 16 e il 17 gennaio è tradizione far festa bruciando dei falò di arbusti dedicati a Sant'Antonio patrono del fuoco.
In tempi antichi la tradizione voleva che le ceneri del falò, conservate in sacchetti, servissero come amuleti per tenere lontane malattie e persone portatrici di guai.
Nei giorni precedenti la festa i giovani usano andare per le case a chiedere offerte o doni di cibo da consumare la sera della festa al fuoco del falò.

#### Carnevale
La sua principale caratteristica è rappresentata dai carri allegorici provenienti dai paesi vicini.
Tradizionali le zeppole distribuite dalla Pro Loco durante "su mattisi de coa", ovvero il martedì grasso e i malloreddus alla campidanese sono distribuiti dopo la sfilata della domenica.

#### San Ciriaco
Santo da cui prende nome l'omonimo quartiere e a cui è dedicata la chiesa del quartiere, la seconda dell'abitato di Terralba.
Le celebrazioni ed i festeggiamenti si svolgono l'8 agosto, con una nutrita processione del santo per il quartiere e il tipico mercato con bancarelle di ogni tipo che anima l'ultimo tratto di via Roma, strada principale del quartiere.

#### Sagra di Bonaria
Nata in modo spontaneo nell'agosto 1924, quando un gruppo di fedeli si riunì spontaneamente per organizzare la prima edizione di questa festa.
I riti religiosi in onore della Madonna di Bonaria iniziano il venerdì successivo alla settimana di Ferragosto.
Il simulacro viene trasportato su una tradizionale barca posta sopra un carrello e scortata a piedi dai fedeli per circa 15 km, dalla chiesa di San Pietro nel centro di Terralba alla chiesetta di Marceddì.
Il sabato la santa viene portata in processione per le vie della frazione e la domenica si compie la tradizionale processione in mare con numerose barche di fedeli che seguono quella della santa e che si conclude con il tiro di una corona di fiori sull'acqua.
Tradizionali i muggini di Marceddì cotti e consumati dai fedeli nei tradizionali "statzusus" o tettoie.
La santa rimane a Marceddì fino al sabato successivo, quando viene riaccompagnata dai fedeli con la processione a piedi inversa e viene festeggiato il "Ritorno della santa".

## Geografia antropica

### Suddivisioni storiche

#### Funtanedda
Quartiere storico del centro abitato, prende il nome da una fontana pubblica (oggi non chiaramente visibile) a cui un tempo quando ancora non era disponibile l'acqua corrente nelle case attigevano l'acqua tutti gli abitanti del quartiere.
Porta il nome del quartiere una lunga via in realtà senza sbocco da cui si diramano numerosi altri vicoli anch'essi ciechi. In molti punti sono ancora visibili le vecchie case di una volta costruite con "su ladirini", i tipici mattoni crudi di terra lasciati seccare al sole.

#### Su Cungiau de is domus beccias
Letteralmente "Il campo delle case vecchie". È un quartiere periferico della zona sud ovest del centro abitato. A dispetto del suo nome si trovano poche antiche costruzioni.
Il quartiere porta questo nome più presumibilmente per la presenza di manufatti e zone di interesse archeologico risalenti al periodo Fenicio-Cartaginese e Romano, che oggi in molti punti si trovano al di sotto delle costruzioni contemporanee.

#### San Ciriaco
Quartiere periferico della zona Sud Est del centro abitato, porta il nome del Santo della chiesa del quartiere.
Di rilevante importanza è il villaggio preistorico di San Ciriaco risalente al 3500-3300 a.C. oltre a diversi rinvenimenti di epoca Nuragica nel quartiere. Nel corso degli anni novanta si sono svolti diversi scavi ostacolati dal fatto che oltre la metà del villaggio preistorico si trova sotto le costruzioni contemporanee.

#### S'Isca
Il più recente dei quartieri, in estrema periferia della zona Sud Est del centro abitato. È nato e si è sviluppato a partire dai primi anni ottanta a seguito dell'avvio dell'edilizia popolare.
Ulteriormente ampliato durante gli anni novanta vive oggi, lo stato di maggior disagio e degrado tra i quartieri dell'abitato di Terralba.

#### P.I.P.
È il quartiere artigianale sorto a circa 2 km fuori dall'abitato in direzione della SS 131. Nato e sviluppatosi in sordina verso la fine degli anni novanta, ha vissuto nell'ultimo decennio un boom di espansione con molte attività artigianali che anche dietro stimolo municipale hanno abbandonato il centro abitato alla volta del quartiere a loro dedicato, decongestionando in modo evidente l'abitato dal traffico pesante.

### Frazioni
Sono luoghi di interesse per ragioni diametralmente opposte le due frazioni di Marceddì, Torrevecchia e Tanca Marchese:

#### Marceddì
Marceddì è un suggestivo villaggio di pescatori adagiato sulla omonima laguna e circondato da una fitta macchia di pini marittimi. Per la maggior parte dell'anno quasi disabitata, la borgata si anima prevalentemente d'estate, quando una discreta parte della popolazione di Terralba si sposta nella frazione dove molte famiglie possiedono una seconda casa.
La particolarità di Marceddì sta nell'umiltà delle abitazioni, talvolta semplici stanze intonacate a grezzo con un tetto di eternit e un arredamento di gusto rétro, frutto del riciclo dei mobili sostituiti nelle case di abitudinaria residenza nel corso dei decenni.
Le strade della frazione sono quasi tutte non asfaltate e l'illuminazione pubblica in molti punti presenta ancora i lampioni di epoca fascista o dell'immediato dopoguerra. Specie in estate passeggiando per la borgata non è raro vedere pescatori che riparano le reti o che vendono il pesce appena pescato.
Tutto ciò unito alla vita semplice qui vissuta nei mesi estivi, rendono Marceddì un borgo in cui il tempo pare essersi fermato.
Al centro di un forte interesse mediatico durante gli anni novanta quando il demanio ne voleva la quasi completa demolizione, la frazione di Marceddì è rimasta intatta e nel 2003 è stato firmato un accordo di programma tra Comune, Regione e Agenzia del Demanio che ha posto le basi per liberare la borgata dai vincoli demaniali imposti dallo Stato sin dagli anni cinquanta.
Nel 2007 è stata realizzata la rete dei collettori delle acque bianche che, convogliando le acque piovane fuori dal centro abitato, ha reso più salubri le abitazioni.

#### Tanca Marchese
Nata con l'avvio della bonifica, Tanca Marchese (in lingua sarda "Sa Tanca de su Marchesu") conserva nei suoi punti più vecchi un'edilizia, un paesaggio e un fascino che ricorda molto più un piccolo borgo del Nord Italia piuttosto che una frazione di un qualunque comune sardo.
In particolare questa influenza storica è ancora visibile in Piazza Sant'Antonio, dove la totalità delle costruzioni conserva tuttora sull'architettura tutti gli effetti dell'influenza architettonica settentrionale.
Tutto ciò, come parte dei suoi abitanti, deriva direttamente dalla massiccia immigrazione veneto-ferrarese che interessò la zona intorno agli anni trenta del Novecento e che influenzò ogni aspetto di questa frazione.

## Infrastrutture e trasporti

### Strade
Le principali arterie viarie che raggiungono il comune sono:
- La strada statale 126 Sud Occidentale Sarda collega Terralba a nord con Marrubiu e la SS 131 e a sud con Carbonia e Sant'Antioco.
- La strada statale 131 Carlo Felice a pochi km dall'abitato collega Terralba con tutti i maggiori centri dell'Isola.
- La strada provinciale 49 collega Terralba con Arborea ed Oristano.

### Ferrovie
Porta il nome del comune la stazione di Marrubiu-Terralba-Arborea (intitolata a Terralba tra gli anni venti e quaranta), situata nella vicina Marrubiu. L'impianto è situato lungo la Dorsale Sarda, ed è servito dai treni di Trenitalia.

## Amministrazione

### Elenco dei sindaci di Terralba
| Periodo | Periodo   | Primo cittadino        | Partito                        | Carica  | Note                |
| ------- | --------- | ---------------------- | ------------------------------ | ------- | ------------------- |
| 1896    | 1902      | Felice Porcella        | Partito Socialista Italiano    | Sindaco |                     |
| 1902    | 1905      | Salvatore Ghiani       | ?                              | Sindaco |                     |
| 1905    | 1913      | Felice Porcella        | Partito Socialista Italiano    | Sindaco |                     |
| 1913    | 1919      | Cornelio Villafranca   | ?                              | Sindaco |                     |
| 1920    | ?         | Giuseppe Espis         | ?                              | Sindaco |                     |
| 1921    | ?         | Battista Manca         | ?                              | Sindaco |                     |
| 1922    | 1923      | Giuseppe Dessì         | ?                              | Sindaco |                     |
| 1923    | ?         | Guerino Melis          | ?                              | Sindaco |                     |
| 1926    | 1946      |                        | Partito Nazionale Fascista     | Podestà | Carica non elettiva |
| 1946    | 1952      | Severino Lay           | Partito Liberale Italiano      | Sindaco |                     |
| 1952    | 1956      | Emilio Cuccu           | Partito Socialista Italiano    | Sindaco |                     |
| 1956    | 1960      | Emilio Cuccu           | Partito Socialista Italiano    | Sindaco |                     |
| 1960    | 1964      | Francesco Pani         | Democrazia Cristiana           | Sindaco | Centro-Destra       |
| 1964    | 1967      | Francesco Pani         | Democrazia Cristiana           | Sindaco | Centro-Destra       |
| 1967    | 1970      | Emma Atzori            | Democrazia Cristiana           | Sindaco | Centro-Sinistra     |
| 1970    | 1972      | Ioele Atzeni           | Democrazia Cristiana           | Sindaco | Centro-Destra       |
| 1973    | 1975      | Emma Atzori            | Democrazia Cristiana           | Sindaco | Centro-Sinistra     |
| 1975    | 1979      | Angelino Fanari        | Partito Comunista Italiano     | Sindaco |                     |
| 1979    | 1980      | Ada Maria Lai          | Partito Comunista Italiano     | Sindaco |                     |
| 1980    | 1982      | Italo Loi              | Partito Socialista Italiano    | Sindaco |                     |
| 1982    | 1985      | Giovanni Paolo Salaris | Democrazia Cristiana           | Sindaco | Centro-Sinistra     |
| 1985    | 1990      | Enzo Atzei             | Partito Comunista Italiano     | Sindaco |                     |
| 1990    | 1992      | Gesuino Loi            | Partito Socialista Italiano    | Sindaco |                     |
| 1992    | 1997      | Maria Cristina Manca   | Centro-Sinistra                | Sindaco |                     |
| 1997    | 2002      | Maria Cristina Manca   | Centro-Sinistra                | Sindaco |                     |
| 2002    | 2007      | Gian Pietro Pili       | Centro-Destra                  | Sindaco |                     |
| 2007    | 2012      | Gian Pietro Pili       | Centro-Destra                  | Sindaco |                     |
| 2012    | 2017      | Pietro Paolo Piras     | Lista civica                   | Sindaco | Centro-Sinistra     |
| 2017    | 2022      | Sandro Pili            | Lista civica "La tu@ Terralba" | Sindaco | Centro-Destra       |
| 2022    | in carica | Sandro Pili            | Lista civica "La tua Terralba" | Sindaco |                     |